# Csillagsakk

Egy lehetséges kezdőállás a csillagsakkban

A csillagsakk egy hatszögekből álló, 37 mezős, csillag alakú táblán játszott sakkváltozat. A rövid, egyszerű játszmákat megcélzó, oktatásban népszerű minisakkvariánsok hexasakk változatát Polgár László találta fel, szabadalmaztatta és több könyvében népszerűsítette. 2009-től a világ egyik legnagyobb sakkfesztiválja, a Czech Open (Pardubice) ad otthont a csillagsakk-világbajnokságoknak.

## A játék leírása
Kezdetben mindkét félnek egy királya, egy vezére, egy futója, egy huszárja, egy bástyája és öt-öt gyalogja van. A játszma a következő alapállásból kezdődik:
A játszma legelső fázisa a bábfelrakás: világos és sötét felváltva elhelyez egy-egy tisztet a saját alapsorára a gyalogok mögé, amíg mindkét fél összes tisztje a táblára nem kerül. A tisztek sorrendje és a kiválasztott mezők tetszőlegesek.
A játék további szabályai a sakk, illetve a hexasakk szabályaira emlékeztetnek. Sáncolás, illetve menet közbeni ütés ebben a játékban nincs. A gyalogátváltozás itt is az ellenfél alapsorán történik.

## Lásd még
- Sakk
- Hexasakk
- Csillagsakktábla

## Külső hivatkozások
1. ↑  Híres Gellérthegyiek: Polgár László, a Szupersztár® Csillagsakk feltalálója, Gellérthegy Online Klub, 2008
2. ↑  US 20070063436 A1, szabadalmi bejegyzés, 2007
3. ↑  Kiírás Archiválva 2013. augusztus 6-i dátummal a Wayback Machine-ben, 5. Csillagsakk világbajnokság, Czech Open, 2013
4. ↑  Eredmények, 5. Csillagsakk világbajnokság, Czech Open, 2013